# 蒙古語族群

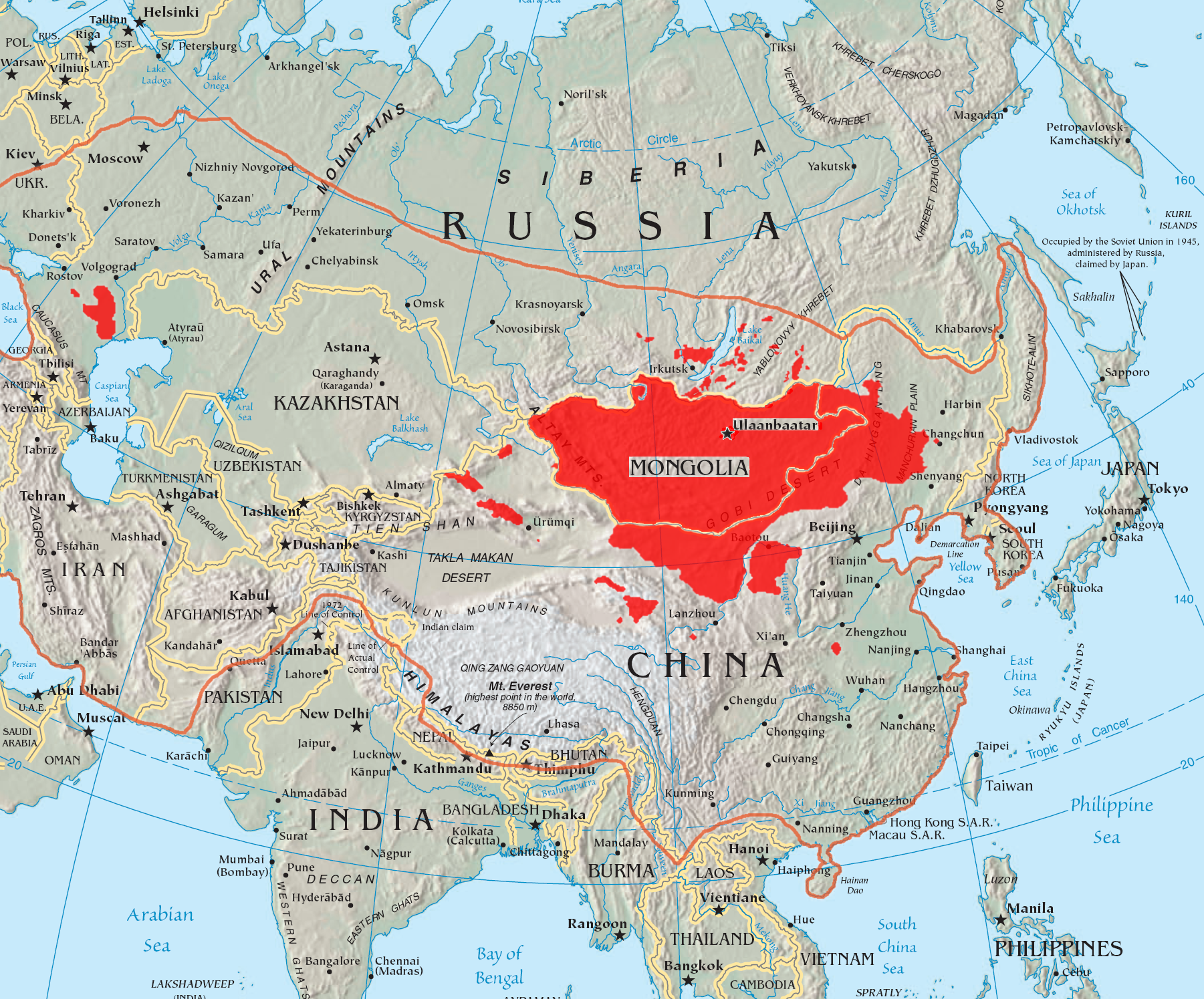
蒙古語族群居住地地图。橙色线显示13世纪后期蒙古帝国的范围，红色区域居民以蒙古語族群為主。

蒙古語族群（Mongolic peoples）是东亚、北亚、南亚和东欧諸多族群的統稱，凡是使用蒙古语系語言的人群，即為蒙古語族群。蒙古語族群源於原始蒙古人（Proto-Mongols），当代最大的蒙古語族群則是蒙古人。

## 蒙古語族群列表

### 當代的蒙古語族群
| 蒙古族     | 蒙古語     | 蒙古國、内蒙古                               | 中國将圖瓦人、喀卓人、四川摩梭人、四川蒙古族等也識別為蒙古族。                                       |
| 衛拉特人   | 衛拉特語   | 卡尔梅克共和国、新疆、青海、甘肃、蒙古國西部 | 中國識別為蒙古族。                                                                                   |
| 布里亞特人 | 布里亞特語 | 布里亞特共和國、蒙古國、内蒙古               | 中國識別為蒙古族。布里亚特共和國境內約有3600位索尤特人，在蘇聯政策下和布里亞特人混居，改說布里亞特語 |
| 哈米尼干   | 哈米尼干語 | 外貝加爾邊疆區、蒙古东北部、呼伦贝尔市       | 中國識別為鄂溫克族。                                                                                 |
| 达斡尔族   | 达斡尔語   | 梅里斯达斡尔区、莫力達瓦達斡爾族自治旗       | |
| 裕固族     | 東部裕固語 | 肃南裕固族自治县                             | 西部裕固語屬於突厥語系                                                                               |
| 土族       | 土族語     | 青海、甘肃                                   | 中國將五屯人也識別為土族。                                                                           |
| 东乡族     | 东乡語     | 东乡族自治县、积石山保安族东乡族撒拉族自治县 | |
| 保安族     | 保安語     | 積石山保安族東鄉族撒拉族自治縣               | |
| 康家       | 康家语     | 黄南藏族自治州                               | |
| 蒙戈勒人   | 蒙戈勒語   | 阿富汗赫拉特省                               | |

### 哈扎拉人
哈扎拉人的祖先顯然主要是蒙古語族群。根据巴布尔的記載，十六世紀時，蒙古语系語言仍然是哈扎拉人普遍使用的語言，直到十九世紀，一小部分哈扎拉人的口語仍與蒙古語相去不遠。哈扎拉人的C2-M217基因單倍群頻率顯著較高，符合他們自稱的蒙古淵源。现代哈扎拉人則主要使用哈扎拉吉語，這種語言屬於达利语，可以看做是波斯语的一种方言。根据俄罗斯大百科全书，哈扎拉人直到19世纪才開始放棄蒙古语。

### 历史上的蒙古語族群
- 东胡
- 烏桓
- 鲜卑：
  - 宇文部
  - 拓跋部
  - 慕容部
  - 乞伏部
  - 禿髮部
  - 段部
- 柔然
- 奚族
- 吐谷浑
- 室韦
- 地豆于
- 阻卜
- 契丹
  - 耶律氏
- 尼倫
- 迭列斤
- 蔑兒乞
- 塔塔爾部
- 克烈
- 瓦剌
- 韃靼 (蒙古)

## 共通特征

### 语言

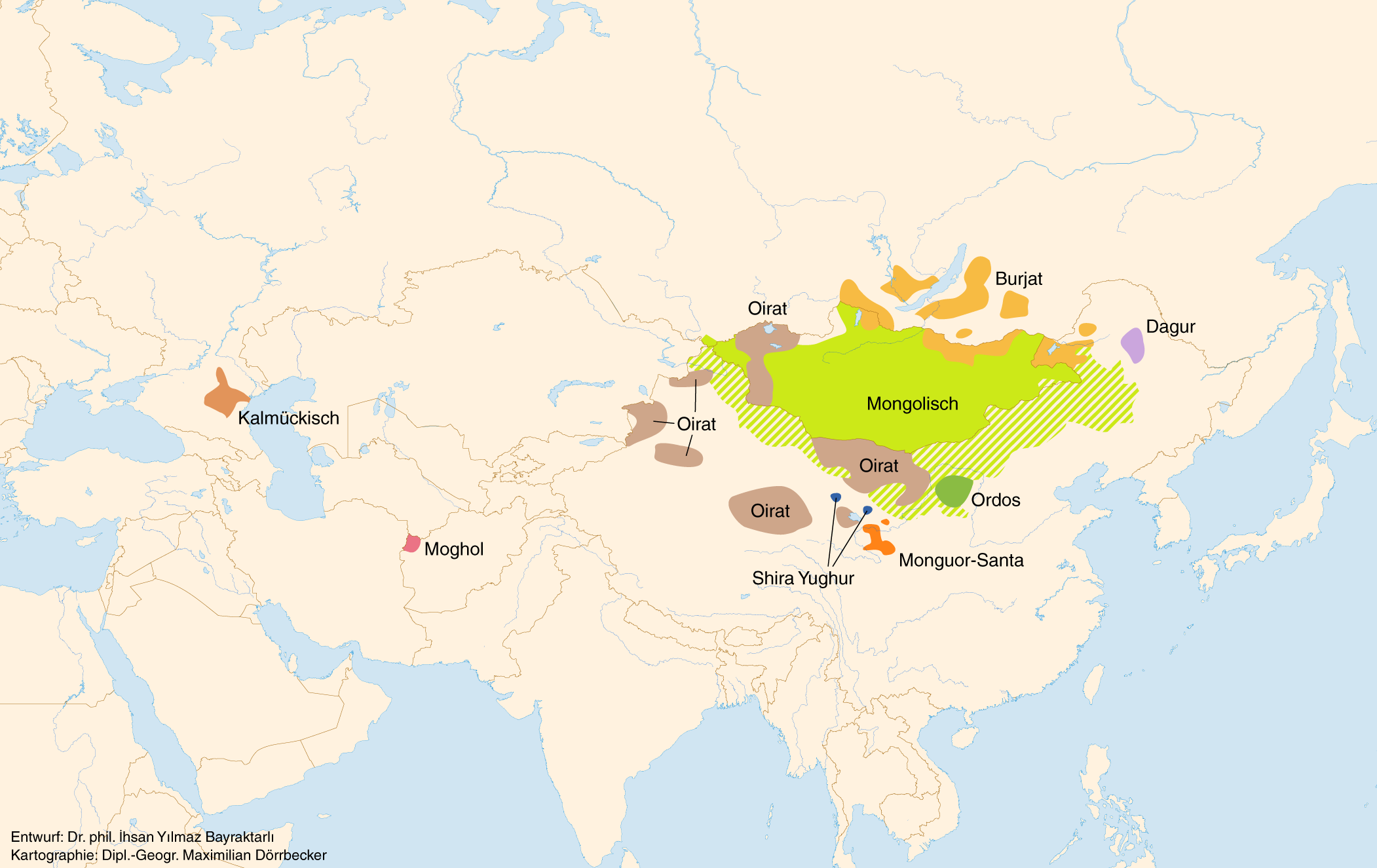
蒙古语系的地理分布

蒙古語族群的语言属于蒙古语系 ，使用於东亚、南亚、北亚與东欧（卡尔梅克）。这个语族中最著名的成员非蒙古语莫屬。蒙古語是蒙古大多数居民的主要語言，也用於内蒙古的蒙古族族人，使用者約有600-700万人。
芬兰语言学家杨虎嫩认为，现存的所有蒙古语系语言均是由成吉思汗時期的中古蒙古語分化而来。而已经灭绝的鲜卑-烏桓语等被称为“旁蒙古语”，与蒙古语族組成鮮卑–蒙古語系。
蒙古語族群可能与突厥語族群和通古斯族群有关，突厥語、蒙古語族與通古斯語都包含於擬構的的阿尔泰语系當中。

### 宗教
蒙古語族群主要信奉藏传佛教。 1576年，宗喀巴大师创建格鲁派（黃教），爾後成为蒙古国的国教。东乡族、保安族、蒙戈勒人等族群則皈依逊尼派伊斯兰教。一部分蒙古語族群保留了傳統的腾格里信仰（蒙古薩滿教）。在俄罗斯教会和西方传教士的影响下，出现了少数基督徒。
蒙古萨满教，又稱為蒙古民间信仰或腾格里信仰，从信史时代开始，它便是蒙古及周边地区（包括布里亚特和内蒙古），在蒙古族、达斡尔族和其他族群中普遍存在的万物有灵论萨满教信仰，与蒙古部落组织乃至於社会生活各方面都有错综复杂的联系。一路走来，它受到佛教的影响，兩者產生融合。腾格里教在皇室被转化为一神教。

### 文化
蒙古文化深受蒙古游牧生活的影响，与其他东亚和中亚文化也有相似之处。蒙古語族群彼此擁有高度相似的文化和传统，但在衣食方面却有一些特別的差异。虽然蒙古传统服饰（德勒）自帝国时代以来变化不大，但若與历史服饰相比，現代蒙古服飾的风格已經有了一些变化。無論是配色還是剪裁，每个蒙古語部族或氏族都有自己的獨特德勒風格。蒙古菜主要以肉类和香料为基础，有一些地区差异。最重要的蒙古語族群節慶是那达慕大会，包含赛马、摔跤和射箭等赛事。对于家族来说，最重要的节日則是查干萨日，大致相当于新年或春節，通常落在一月或二月。蒙古語族群擁有非常古老的音乐传统。傳統上以喉唱、 馬頭琴和其他弦乐器為主軸，通常以五声音阶和声和长尾音为特征。